# Blenniidae
Os Blenniidae ou Bleniídeos são uma família de peixes  teleósteos, da subordem Blennioidei, caracterizados pelo corpo fusiforme, pela pele lisa e sem escamas,  pela cabeça rombiforme e barbatana dorsal comprida.
São comummente conhecidos como blênio, caboz e maria-da-toca (não confundir com os demais peixes teleósteos das famílias dos Gobiídeos e dos Batraquídeos, que com ele partilham este nome).

## Géneros
Existem cerca de 350 espécies agrupadas em 53 géneros:
| - Aidablennius - Alloblennius - Alticus - Andamia - Antennablennius - Aspidontus - Atrosalarias - Bathyblennius - Blenniella - Blennius - Chalaroderma - Chasmodes - Cirripectes - Cirrisalarias - Coryphoblennius - Crossosalarias - Dodekablennos - Ecsenius - Enchelyurus | - Entomacrodus - Exallias - Glyptoparus - Haptogenys - Hirculops - Hypleurochilus - Hypsoblennius - Istiblennius - Laiphognathus - Lipophrys - Litobranchus - Lupinoblennius - Meiacanthus - Mimoblennius - Nannosalarias - Oman - Omobranchus - Omox - Ophioblennius | - Parablennius - Parahypsos - Paralipophrys - Paralticus - Parenchelyurus - Pereulixia - Petroscirtes - Phenablennius - Plagiotremus - Praealticus - Rhabdoblennius - Salaria - Salarias - Scartella - Scartichthys - Spaniblennius - Stanulus - Xiphasia |